# Paweł Zawisza
Paweł Zawisza herbu Półkozic – wojski warszawski.
Poseł województwa mazowieckiego na sejm 1578 roku.